# Тарахтий, Андрей Владимирович
Андрей Владимирович Тарахтий (укр. Андрій Володимирович Тарахтій; род. 11 июля 1969, Симферополь) — советский и украинский футболист, вратарь. После завершения карьеры футболиста переключился на тренерскую деятельность. Имеет тренерскую лицензию категории «Б». Является помощником главного тренера в ялтинском «Рубине».

## Биография
Воспитанник симферопольской «Таврии», где его тренером был Вячеслава Портнова. Дебют во взрослом футболе состоялся в сезоне 1986 года, когда Тарахтий играл за «Таврию» и керченский «Океан». В 1988 году представлял команду севастопольского Черноморского флота, а в 1990 году являлся основным вратарём другого севастопольского клуба — «Чайка» во Второй низшей лиге. В 1990 году вернулся в «Таврию», но в команде уступил место в основе более опытному Борису Белошапке и перешёл в ахтырский «Нефтяник». В его составе Тарахтий сыграл в розыгрыше первого сезона Высшей лиги Украины, по итогам которого клуб вылетел в Первую лигу. Первую половину сезона 1993/94 провёл в сумском клубе СБТС, после чего вернулся в «Нефтяник». С 1995 по 1996 год выступал за криворожский «Кривбасс» в Высшей лиге.
В 1996 году стал игроком «Уралана» из Первой лиги России, где стал игроком основного состава. В дальнейшем выступал за запорожское «Торпедо» и мариупольский «Ильичёвец». Лучший вратарь Кубка мэра Симферополя 2003 года. Завершил карьеру в сезоне 2005/06, находясь в стане симферопольского «Динамо-ИгроСервис» и красноперекопского «Химика».
Тренерскую карьеру начал в азербайджанском «МКТ-Араз», которую возглавлял Игорь Наконечный, где стал отвечать за подготовку вратарей. В 2007 году перешёл на аналогичную работу в полтавскую «Ворсклу» Николая Павлова. После того, как Павлов в 2012 году возглавил «Ильичёвец», Тарахтий переехал вслед за ним в Мариуполь. В 2015 году Тарахтий вернулся в Крым, где вошёл в тренерский штаб Алексея Грачёва, который руководил «Бахчисараем». В дальнейшем работал в штабе Грачева в севастопольском СКЧФ и «Евпатории». По состоянию на 2023 год является помощником Грачёва в ялтинском «Рубине».